# Johannisberg (Bad Nauheim)
Der Johannisberg in Bad Nauheim im hessischen Wetteraukreis liegt im Westen der Stadt und ist ein Vorsprung des Taunus in die Ebene der Wetterau. Der Berg ist 268 m ü. NHN hoch.

## Historische Bedeutung
Der Berg weist eine Reihe historisch-archäologischer Kulturdenkmäler auf. Er ist ein Bodendenkmal nach dem Hessischen Denkmalschutzgesetz.
Aus der Jungsteinzeit liegen hier Funde der Michelsberger Kultur und der Schnurkeramik vor. Die Funde verdichten sich in der Urnenfelderzeit, so dass für diesen Zeitraum hier eine Höhensiedlung vermutet wird. Die größte Fundmenge stammt aus der Hallstatt- und Latènezeit, so dass auch für diesen Zeitraum eine Höhensiedlung angenommen wird, deren Bewohner vermutlich die Salzgewinnung in Bad Nauheim betrieben. Zu dieser Siedlung gehörte ein den Berg rückwärts absichernder Abschnittswall, der in etwa zwei Meter Höhe erhalten ist. Die beiden dort durchgeführten archäologischen Grabungen sind undokumentiert. Der innere Kern soll aus einer Trockenmauer mit hölzernen Einbauten bestanden haben, der keltisch datiert wird. Die Mauer wurde im Hochmittelalter erneut aufgebaut.

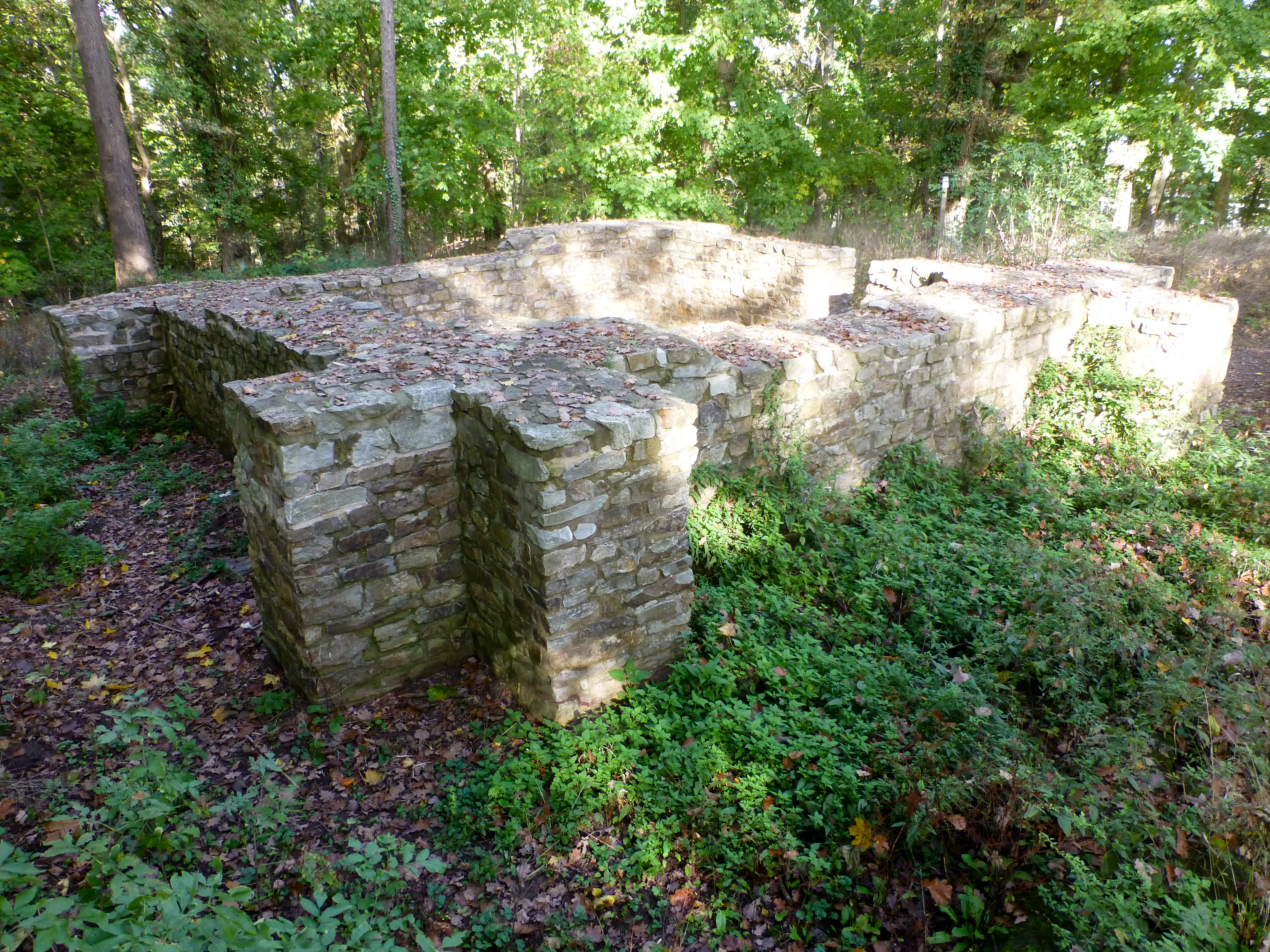
Mauersockel des römischen Signalturms

In römischer Zeit befand sich hier seit dem 2. Jahrhundert ein Signalturm, der zum System des Obergermanischen Limes gehörte. Baulich glich er einem Limeswachturm. Vermutlich diente er dazu, optische Signale vom Limes zum Kastell Friedberg zu übermitteln, das keine direkte Sichtbeziehung zum nächstgelegenen Limeswachturm auf dem Gaulskopf hatte. Weitere rückwärtige Wachtürme dieser Art gab es am Kapellenberg bei Hofheim und bei Wölfersheim-Wohnbach. Die Reste des römischen Signalturms wurden 2010 restauriert und dabei auch kenntlich gemacht, welche Teile original und welche Ergänzung sind.

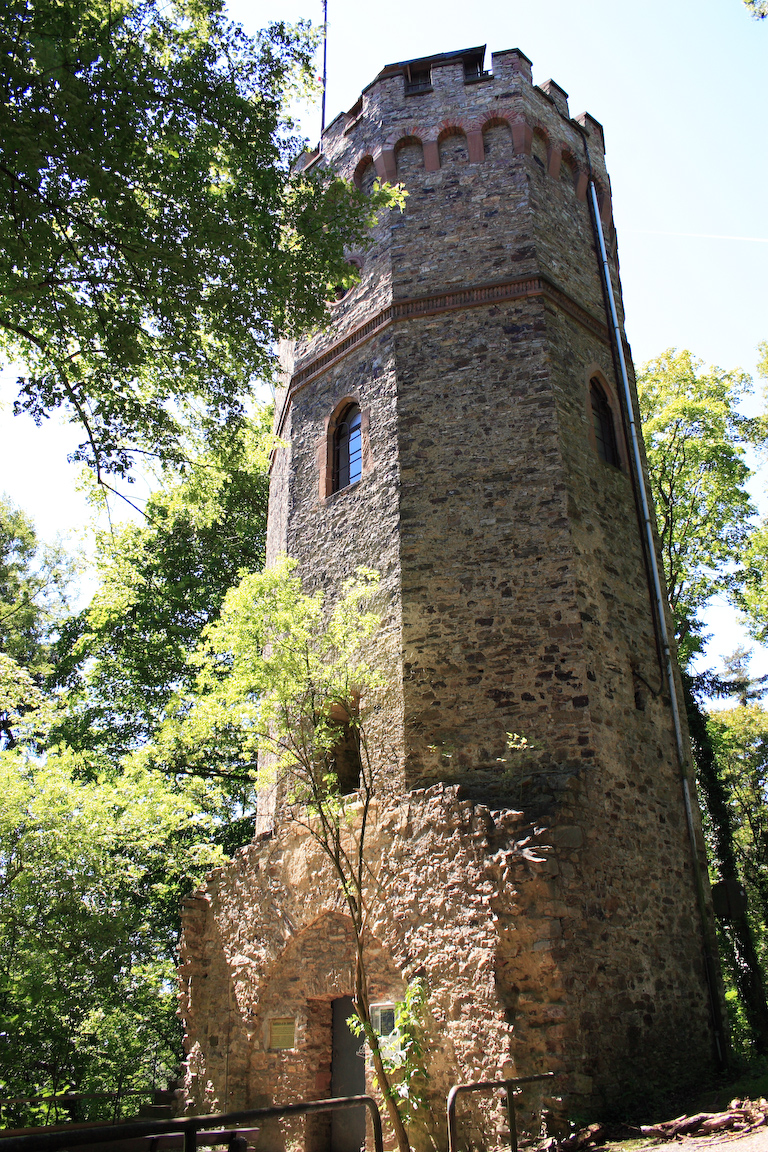
Mittelalterlicher Kirchturm mit Volkssternwarte

Dieser römische Turm darf nicht mit dem heute noch stehenden Turm verwechselt werden, der im Unterbau aus der Zeit um 1300 stammt. Der im Grundriss achteckige Turm gehörte zum Westwerk der Kirche eines mittelalterlichen Klosters, das auf eine Missionskirche zurückgeht, die 779 hier errichtet worden sein soll. Diese Johanniskirche gilt als Tauf- und Mutterkirche und Urpfarrei der ganzen nördlichen Wetterau. Das Patronatsrecht an der Kirche wurde 1254 von Ulrich II. von Münzenberg dem Mainzer Domkapitel übertragen.
Diese Schenkung wurde bald danach angefochten, da sie ohne Kenntnis der Reichsabtei Fulda (als Lehnsherr des Bad Nauheimer Besitzes der Münzenberger), geschlossen worden war. Der nachfolgende Rechtsstreit zwischen Reichsabtei Fulda und Erzbischof Mainz dauerte bis 1319, wobei bereits im Verlauf des Rechtsstreits 1310 der Erzbischof das gesamte Kloster auf dem Berg oberhalb von Bad Nauheim in Besitz  nahm. Während der Reformationszeit wurde die Kirche aufgegeben und verfiel, wobei nach Dokumenten des Stadtarchives Bad Nauheim die finale Verwüstung des Gotteshauses auf 1596 datiert. Der Turm, in seinen Grundmauern noch erhalten, wurde 1866 als Aussichtsturm ausgebaut und beherbergt seit 1965 die Volkssternwarte Wetterau.

## Heutige Nutzung
Der Johannisberg ist ein herausragender Aussichtspunkt mit Blick über die Altstadt von Bad Nauheim, die Wetterau bis hin zum Vogelsberg.
Auf dem Berg befindet sich das denkmalgeschützte Café Restaurant Johannisberg, eine traditionsreiche Gaststätte, die bereits von Kaiserin Elisabeth von Österreich während ihres Kuraufenthaltes besucht wurde.
Bis zum Ende des 19. Jahrhunderts wurde auf dem Johannisberg Wein angebaut. Dies soll mindestens seit dem 15. Jahrhundert der Fall gewesen sein. Um 1900 wurde der Weinbau aufgegeben, da die Stadt als Eigentümerin des Hanges das Interesse am arbeitsaufwändigen Weinbau verlor. 1997 wurde der inzwischen zugewucherte Hang wieder restauriert. Der „Freundeskreis Weinanbau Johannisberg“ hat den ehemaligen Wingert wieder mit Weinstöcken bepflanzt.
Am Ende der Bad Nauheimer Parkstraße befindet sich das 1933 eingeweihte Soldatenehrenmal für die Opfer der Soldaten aus beiden Weltkriegen. Das von Regierungsbaurat August Metzger konzipierte Ehrenmal besteht aus Weiberner Tuff.